# Медаль «В память итало-турецкой войны 1911-1912 годов»
Медаль «В память итало-турецкой войны 1911-1912 годов» (итал. Medaglia commemorativa della guerra italo-turca 1911-1912) — итальянская награда, присуждаемая всем участникам Итало-турецкой войны. Была учреждённа в ноябре 1912 года и упразднена в 2011 году.

## История и знаки отличия
Период участия в военных действиях, давших право на получение награды, длился с 29 сентября 1911 года (начало конфликта) по 18 октября 1912 года, когда Италия оккупировала Ливию, Родос и Южные Спорады.
Медаль представляла собой серебряный диска диаметром 32 мм, на лицевой стороне которого было изображён обращённый вправо профиль короля Виктор Эммануил III, вокруг него надпись: «VITTORIO. EMANUELE. III. RE. D'. ITALIA». На обратной стороне надпись «ITALO-TURCA WAR 1911-1912», окружённая двумя лавровыми ветвями с короной. Медаль была отчеканена на Римском монетном дворе и была подписана гравёром Луиджи Джорджи, а также другими компаниями, получившими контракт на чеканку. Некоторые из этих медалей были изготовлены из посеребрённой бронзы.
- На ленте было шесть полос синего цвета, чередующихся с пятью полосами тёмно-красного цвета.
- На бронзовых планках к ленте указывались год службы военнослужащего, участвовавшего в кампании. Было три варианта планок: «1911», «1911-12», «1912» и, в некоторых случаях, были разрешена планка Медали ливийской кампании. Последняя была медаль отличалась от данной только девизом и имела идентичную ленту.